# کوچک‌چکمجه
کوچوک چکمجه (ترکی استانبولی: Küçükçekmece) از ناحیه‌های قسمت اروپایی استانبول که در استان استانبول از ناحیه مرمره قرار گرفته‌است. طبق آخرین سرشماری به سال ۲۰۱۲ میلادی این ناحیه ۷۲۱٬۹۱۱ نفر جمعیت دارد.